# Metro Zu
Metro Zu fue un grupo de hip hop estadounidense de Miami, Florida. Estaba formado por los integrantes Lofty305, Ruben Slikk, Freebase y Poshstronaut (También conocido como Mr B). El grupo recibió la atención de Vice  y Fact. Y fue nombrado como el mejor artista de electrónica de Miami de 2013 por Miami New Times.

## Integrantes
- Lofty305[6][7] Ruben Slikk[8][9] Freebase / Poshgod[10][11] Poshstronaut / Mr. B the Poshstronaut[12][13]

## Historia

### 2008-2010: Formación y primeros años
El grupo musical Metro Zu se formó en la ciudad de Miami, Florida, alrededor del año 2008 por los integrantes Lofty305, Ruben Slikk y Freebase. Durante este período de tiempo, el grupo ganó atención por su mezcla única de producción lo-fi, ritmos eclécticos y un estilo de rap poco convencional para la época respaldado por imágenes deliberadamente distorsionadas y un estilo fotográfico similar al de las páginas de Tumblr que recuerdan a la era de la Red SocialMyspace. El grupo lanzo por su cuenta varios mixtapes y álbumes en línea en plataformas como Bandcamp y SoundCloud, obteniendo una base de seguidores de culto en la escena del hip-hop underground. Estos mixtapes fueron autoproducidos y grabados en sesiones organizadas por  los integrantes Lofty305, Ruben Slikk y Freebase en la casa de la madre de Ruben Slikk y Lofty305 en Miami Shores, Florida (conocida como la Mansion Zu). Dado que cuando el grupo recién empezó, el integrante mayor (Ruben Slikk) aún no había cumplido los 18 años de edad, las sesiones musicales a menudo se realizaban en momentos donde los padres estaban en el trabajo durante los veranos, el grupo en conjunto terminó abandonando la escuela secundaria y yendo a la universidad o a una escuela vocacional para poder tener la capacidad de grabar cuando estuvieran inspirados a hacerlo y para dedicarse a la musica, demostrándole a sus padres que un cambio impactante en sus caminos estaba en marcha.
El viaje de Metro Zu hacia el estrellato comenzó a ganar impulso con el lanzamiento de su mixtape "ElectroZlapp" alrededor del año 2010. Este proyecto, destaca por temas como "Awesome" y "X", en los cuales se mostró su mezcla ecléctica de producción lo-fi y estilos de rap poco convencionales para esta época. La escena underground tomó nota, atraída por su enfoque poco convencional y su sonido experimental.

### 2011-2013: Ascenso a la fama underground
Sin embargo, fue su participación en la vibrante escena Art Basel de Miami lo que realmente impulsó a Metro Zu al centro de atención underground. Durante los eventos de Art Basel, las actuaciones del grupo se volvieron legendarias, fusionando su música con la escena artística de vanguardia de la ciudad de Miami. Las Fiestas de Basilea de Metro Zu rápidamente ganaron fuerza al crear un evento anual que exhibiera arte en todas sus facetas, desde pinturas hasta grafitis, fotografías y presentaciones en vivo. En 2012, el grupo estaba haciendo improvisaciones en vivo en el otrora elegante distrito artístico, mientras hacían grafitis en vivo en un Lamborghini vendido como una pieza de arte en 250.000 dólares. Sus enérgicos shows en vivo, junto con su distintiva estética visual, cautivaron al público y consolidaron su reputación como innovadores dentro de las comunidades de Hip-Hop y EDM que florecieron en Miami durante la era de SoundCloud.
Tras su éxito en el Art Basel, Metro Zu continuó ampliando su alcance, colaborando con otros artistas como Lil Peep, ASAP Mob, Raider Klan y experimentando con nuevos sonidos. Si bien mantuvieron una presencia en la escena underground, también atrajeron la atención de los críticos musicales y los creadores de tendencias, consolidando su estatus como uno de los colectivos más intrigantes del hip-hop.
El álbum de 2012 de Metro Zu, “Mink Rug”, aparece destacado en el artículo de Pitchfork sobre los “50 álbumes formativos de la era dorada del rap en Internet” por sus innovadoras contribuciones al género. El álbum es celebrado por su uso de sonidos surrealistas y abstractos, que amplían los límites del rap tradicional, mezclando hip-hop con influencias punk y electrónicas. Esta mezcla ecléctica muestra un sonido que es a la vez innovador y distintivamente DIY, lo que refleja la diversificación más amplia que se observa en el rap de Internet. El espíritu DIY de Metro Zu, tanto en la producción como en la distribución, es un elemento crucial de su éxito, subrayando el poder de la creación musical independiente en la era digital.
Pitchfork señala que el mixtape “Mink Rug” ha tenido un impacto significativo en la escena del Rap Underground, demostrando cómo los enfoques poco convencionales y experimentales pueden resonar y crear un cambio ampliamente significativo dentro de la comunidad del rap de Internet. La presentación visual única del grupo musical, que incluye el arte del álbum y los videos musicales, complementa su sonido vanguardista y mejora la influencia general del álbum. El compromiso de Metro Zu con la experimentación visual y artística establece un nuevo estándar para la creatividad del rap de Internet, estableciendo un legado duradero que influyó en los artistas posteriores y en la evolución del género hacia reinos más eclécticos y experimentales en la escena. En el contexto de la cultura musical impulsada por Internet, “Mink Rug” se erige como una influencia formativa, marcando un momento crucial en la era dorada del rap en Internet al ejemplificar cómo se pueden romper los límites del género y cómo un enfoque más fluido de la música puede prosperar en línea.
Hasta el día de hoy, la influencia del grupo musical Metro Zu todavía se puede sentir en toda la escena actual, ya que artistas colaboradores del grupo como La Goony Chonga aparecen en la banda sonora de Grand Theft Auto V y Lofty305 produjo la batería que se escucha en el sencillo Bikini Bottom de Ice Spice. Su espíritu DIY y su enfoque experimental siguen inspirando a una nueva generación de artistas, asegurando que su legado perdure mucho más allá de sus humildes comienzos en la ciudad de Miami.

### 2013-2016: Expansión y proyectos en solitario
En el año 2013, los miembros del colectivo musical Metro Zu comenzaron a realizar proyectos en solitario mientras seguían colaborando bajo el nombre colectivo. Ruben Slikk, Lofty305 y Freebase lanzaron álbumes en solitario y mixtapes, explorando sus estilos y sonidos propios. A pesar de centrarse en sus proyectos en solitario, El colectivo Metro Zu continuó lanzando música bajo el nombre del grupo y siguieron realizando espectáculos juntos.
En el 2015, durante el evento anual Art Basel en Miami Beach, el icónico Hotel Catalina de la Ciudad de Miami se convirtió en un lienzo para el innovador colectivo artístico. El colectivo Metro Zu aprovechó la oportunidad para hacer una declaración audaz dentro del vibrante paisaje cultural de Art Basel. Utilizando el exterior del hotel como un medio artístico, Metro Zu transformó la fachada con su distintivo estilo de grafiti de dibujos animados, infundiendo la atmósfera bulliciosa de la franja Ritzy Ocean Drive con su visión creativa única. La instalación de los graffitis no sólo captó la atención de los asistentes del Art Basel sino que también dejó una marca indeleble en la escena del arte urbano de la Ciudad de Miami. Este proyecto colaborativo entre Metro Zu y el Hotel Catalina ejemplifica la fusión dinámica del arte contemporáneo y la cultura urbana que define el espíritu de Art Basel en Miami.
La carrera del rapero del condado de Broward, XXXTentacion, estuvo significativamente influenciada por Metro Zu, particularmente a través de sus conexiones con Lofty305 y Denzel Curry a fines de 2015 y principios de 2016. Su discurso colectivo en SpaceGhostPurrp titulado "SPACEGHOSTPUSSY" fue notable por traerle mayor popularidad al grupo musical Metro Zu.

## Discografía

### Mixtapes
- KushPak (2010)
- ElectroZlapp (2010)
- Buddha Therapy (2011)
- CSPG (2011)
- Mink Rug (2012)
- Zuology (2012)
- Z Unit (2013)